# Hans Ballreich
Hans Ballreich (geboren 18. April 1913 in Ludwigsburg; gestorben 11. November 1998 in Bad Griesbach) war ein deutscher Jurist und Wissenschaftsmanager.

## Leben
Hans Ballreich wurde 1938 an der Universität Heidelberg mit einer Arbeit über das Nationalitätenrecht in der tschechoslowakischen Karpatenukraine promoviert. Im Jahr 1946 wurde seine 1940 in den Beiträgen zur auslandskundlichen und außenpolitischen Schulung der Kameradschaften des Nationalsozialistischen Deutschen Studentenbundes (NSDStB) erschienene Broschüre Deutschland und die Neutralen in der Sowjetischen Besatzungszone in die Liste der auszusondernden Literatur aufgenommen.
Ballreich wurde 1949 Mitarbeiter des Max-Planck-Instituts für ausländisches öffentliches Recht und Völkerrecht in Heidelberg, das vom ehemaligen NSDAP-Mitglied Carl Bilfinger geleitet wurde, und Referent bei der Max-Planck-Gesellschaft zur Förderung der Wissenschaften. Von 1962 bis 1966 war er in der Präsidentschaft Adolf Butenandts Generalsekretär der Max-Planck-Gesellschaft. Er war danach  Mitarbeiter des Max-Planck-Instituts für ausländisches und internationales Patent-, Urheber- und Wettbewerbsrecht in München.

## Schriften (Auswahl)
- Karpathenrußland : Ein Kapitel tschechischen Nationalitätenrechts und tschechischer Nationalitätenpolitik. Heidelberg : Carl Winter, 1938
- Deutschland und die Neutralen. München : NSDAP, Der Reichsstudentenführer, Amt Politische Erziehung, 1940
- Beitrag in Das Staatsnotrecht in Belgien, Frankreich, Grossbritannien, Italien, den Niederlanden, der Schweiz und den Vereinigten Staaten von Amerika. Beiträge zum ausländischen öffentlichen Recht und Völkerrecht, Heft 31. Berlin : Heymann, 1955
- Beitrag in Deutsche höchstrichterliche Rechtsprechung in völkerrechtlichen Fragen, 1945–1955. Köln : C. Heymann, 1956
- Beitrag in Friedrich-Karl Beier (Hrsg.): Europäisches Patentübereinkommen : Münchner Gemeinschaftskommentar.  München : Heymann, 1984